# Paramarpissa
Paramarpissa is een geslacht van spinnen uit de familie springspinnen (Salticidae).

## Soorten
De volgende soorten zijn bij het geslacht ingedeeld:
- Paramarpissa albopilosa (Banks, 1902)
- Paramarpissa griswoldi Logunov & Cutler, 1999
- Paramarpissa laeta Logunov & Cutler, 1999
- Paramarpissa piratica (Peckham & Peckham, 1888)
- Paramarpissa sarta Logunov & Cutler, 1999
- Paramarpissa tibialis F. O. P.-Cambridge, 1901